# アルカナ・ファミリア -La storia della Arcana Famiglia-のディスコグラフィ
アルカナ・ファミリア -La storia della Arcana Famiglia-のディスコグラフィでは、『アルカナ・ファミリア -La storia della Arcana Famiglia-』の関連CDについて記述する。発売元はヒューネックス、フロンティアワークス。

## ドラマCD

### ドラマCD（2011年）
2011年1月28日から2011年5月27日まで発売された。ディスクジャケットには、Vol.1はデビト、パーチェ、ルカ、ジョーリィ、Vol.2はリベルタ、ノヴァ、ルカ、ダンテ、Vol.3はリベルタ、ノヴァ、パーチェ、ジョーリィが描かれている。イラストはキャラクターデザインを手掛けたさらちよみによる描き下ろし。
各巻にはサブタイトルがついており、Vol.1は「ピアチェーレ! ラ・プリマヴェーラ」、Vol.2は「インヴィート! ラ・プリマヴェーラ」、Vol.3は「ダンツァーレ! ラ・プリマヴェーラ」となっている。
収録内容
Vol.1
1. キャラクター紹介：ジョーリィ
2. キャラクター紹介：パーチェ
3. キャラクター紹介：デビト
4. キャラクター紹介：ルカ
5. ショートドラマ
6. キャラクターメッセージ：ジョーリィ
7. キャラクターメッセージ：パーチェ
8. キャラクターメッセージ：デビト
9. キャラクターメッセージ：ルカ
10. みせしめ
11. 次回予告

Vol.2
1. キャラクター紹介：リベルタ
2. キャラクター紹介：ノヴァ
3. キャラクター紹介：ダンテ
4. キャラクター紹介：ルカ
5. ショートドラマ
6. キャラクターメッセージ：リベルタ
7. キャラクターメッセージ：ノヴァ
8. キャラクターメッセージ：ダンテ
9. キャラクターメッセージ：ルカ
10. みせしめ
11. 次回予告
12. キャストトーク

Vol.3
1. キャラクター紹介：ジョーリィ
2. キャラクター紹介：リベルタ
3. キャラクター紹介：ノヴァ
4. キャラクター紹介：パーチェ
5. ショートドラマ
6. キャラクターメッセージ：ジョーリィ
7. キャラクターメッセージ：リベルタ
8. キャラクターメッセージ：パーチェ
9. キャラクターメッセージ:ノヴァ
10. みせしめ
11. 次回予告
12. キャストトーク

### ドラマCD（2012年）
2012年1月25日から3月28日まで発売された。ディスクジャケットには、Vol.1はフェリチータ、リベルタ、ノヴァ、Vol.2はリベルタ、ノヴァ、ルカ、ダンテ、Vol.3はリベルタ、ノヴァ、パーチェ、ジョーリィが描かれている。イラストはキャラクターデザインを手掛けたさらちよみによる描き下ろし。初回特典としてキャストコメントが収録されている。
各巻にはサブタイトルがついており、capitolo 1は「アーレ!ノヴィーツィア!頑張れ新米幹部」、capitolo 2は「ビバ! マンジォーネ! 万歳! 食いしん坊!!」となっている。
capitolo 1
1. TRACK #1 [4:48]
2. TRACK #2 [1:38]
3. TRACK #3 [2:56]
4. TRACK #4 [5:41]
5. TRACK #5 [7:01]
6. TRACK #6 [7:36]
7. TRACK #7 [11:42]
8. TRACK #8 [11:40]
9. キャストコメント
  - 初回生産分のみ収録。

capitolo 2
1. TRACK #1 [7:35]
2. TRACK #2 [2:55]
3. TRACK #3 [5:51]
4. TRACK #4 [6:16]
5. TRACK #5 [12:06]
6. TRACK #6 [5:41]
7. TRACK #7 [3:49]
8. TRACK #8 [7:46]
9. キャストコメント
  - 初回生産分のみ収録。

### キャラクターCD Guida REGALO
2012年7月25日から2012年9月26日にかけて発売された。ミニドラマ、キャストトークが収録されている。ディスクジャケットには各キャラクターが描かれている。イラストはキャラクターデザインを手掛けたさらちよみによる描き下ろし。

#### リベルタ
2012年7月25日発売。2012年7月5日には本作の試聴音源が配信された。キャストはリベルタ、フェリチータ役の福山潤、能登麻美子。
2012年8月6日付のオリコン週間アルバムチャートで96位を獲得。初動売上は0.1万枚を記録した。
収録内容
1. 1 [1:11]
2. 2 [3:18]
3. 3 [3:47]
4. 4 [6:03]
5. キャストトーク [3:24]

#### ノヴァ
2012年7月25日発売。2012年7月12日には本作の試聴音源が配信された。キャストはノヴァ、フェリチータ役の代永翼、能登麻美子。
2012年8月6日付のオリコン週間アルバムチャートで104位を獲得。初動売上は0.1万枚を記録した。
収録内容
1. 1 [1:08]
2. 2 [3:08]
3. 3 [8:02]
4. 4 [3:44]
5. キャストトーク [3:32]

#### デビト
2012年8月22日発売。2012年8月7日には本作の試聴音源が配信された。キャストはデビト、フェリチータ役の吉野裕行、能登麻美子。
2012年9月3日付のオリコン週間アルバムチャートで83位を獲得。初動売上は0.1万枚を記録した。
収録内容
1. 1
2. 2
3. 3
4. 4
5. 5
6. キャストトーク

#### パーチェ
2012年8月22日発売。2012年8月7日には本作の試聴音源が配信された。キャストはパーチェ、フェリチータ役の杉田智和、能登麻美子。
2012年9月3日付のオリコン週間アルバムチャートで92位を獲得。初動売上は0.1万枚を記録した。
収録内容
1. 1
2. 2
3. 3
4. 4
5. 5
6. キャストトーク

#### ルカ
2012年8月22日発売。2012年8月7日には本作の試聴音源が配信された。キャストはルカ、フェリチータ役の中村悠一、能登麻美子。
2012年9月3日付のオリコン週間アルバムチャートで75位を獲得。初動売上は0.1万枚を記録した。
収録内容
1. 1
2. 2
3. 3
4. 4
5. 5
6. キャストトーク

#### ダンテ
2012年9月26日発売。2012年9月11日には本作の試聴音源が配信された。キャストはダンテ、フェリチータ役の小杉十郎太、能登麻美子。
収録内容
1. 1
2. 2
3. 3
4. 4
5. 5
6. キャストトーク

#### ジョーリィ
2012年9月26日発売。2012年9月11日には本作の試聴音源が配信された。キャストはジョーリィ、フェリチータ役の遊佐浩二、能登麻美子。
収録内容
1. 1
2. 2
3. 3
4. 4
5. 5
6. キャストトーク

#### アッシュ
2013年6月26日発売。2013年6月13日には本作の試聴音源が配信された。キャストはアッシュ、フェリチータ役の岡本信彦、能登麻美子。
収録内容
1. 1
2. 2
3. 3
4. 4
5. 5
6. キャストトーク

## キャラクターソング

### La Festa La Vita!
2011年12月21日発売。ディスクジャケットには、リベルタ、ノヴァ、デビト、パーチェが描かれている。イラストは、キャラクターデザインを手掛けたさらちよみによる描き下ろし。収録曲は全曲、エンディングテーマとして使用されている。
2012年1月2日付のオリコン週間アルバムチャートで66位を獲得。初動売上は0.1万枚を記録した。また、同日付のBillboard JAPAN Top Albumsでは58位を記録した。
収録曲
1. 七つの海 [3:42]
  - 歌：リベルタ starring 福山潤、作詞：稲葉エミ、作曲・編曲：田村信二

2. ピリオドの向こう側 [3:52]
  - 歌：ノヴァ starring 代永翼、作詞：こだまさおり、作曲・編曲：渡辺拓也

3. Amore Bambina!! [3:46]
  - 歌：デビト starring 吉野裕行、作詞：稲葉エミ、作曲・編曲：田村信二

4. Dance3 〜ハッピーハイテンション〜 [3:58]
  - 歌：パーチェ starring 杉田智和、作詞：仁科佐規、作曲・編曲：田辺晋太郎

5. ひかり [3:50]
  - 歌：ルカ starring 中村悠一、作詞：ENA☆、作曲・編曲：菊谷知樹

6. Resolution [3:55]
  - 歌：ダンテ starring 小杉十郎太、作詞：稲葉エミ、作曲・編曲：田村信二

7. 月光 [4:26]
  - 歌：ジョーリィ starring 遊佐浩二、作詞：東川遥、作曲・編曲：YAMOTO

### Pieces of Treasure
2012年9月5日に発売された。表題曲「Pieces of Treasure」はテレビアニメ版のエンディングテーマに使用されており、歌はリベルタ、ノヴァ役の福山潤、代永翼が歌っている。カップリング曲の「アコガレ∞ループ」はフェリチータ役の能登麻美子が歌っている。ディスクジャケットには、リベルタ、ノヴァが描かれている。イラストはアニメーション製作を手掛けたJ.C.STAFFによる描き下ろし。
チャート成績
2012年9月17日付のオリコン週間シングルチャートで80位を獲得。初動売上は0.1万枚を記録した。デイリーチャートでは9月4日付で最高位の47位を獲得した。また、2012年9月17日付のBillboard JAPAN Hot Singles Salesで72位を獲得した。
収録曲
1. Pieces of Treasure
  - 作詞：稲葉エミ、作曲・編曲：ヒゲドライバー
  - テレビアニメ『アルカナ・ファミリア -La storia della Arcana Famiglia-』エンディングテーマ

2. アコガレ∞ループ
  - 歌：フェリチータ（能登麻美子）、作詞：井筒日美、作曲・編曲：manzo

3. Pieces of Treasure w/o Libertà&Nova
4. アコガレ∞ループ w/o Felicità